# Pekulium
Das Pekulium oder Peculium (von lateinisch pecus = Vieh) ist der Besitz von Personen, die ihrer Rechtsstellung nach nur eingeschränkte Eigentumsrechte besitzen.
In der römischen Antike war das Peculium ein Sondervermögen des pater familias, das dieser seinem Sohn oder einem Sklaven zur selbstständigen Bewirtschaftung überließ. Oft war es eine Herde Vieh (daher der lateinische Name), es konnte aber auch ein Gewerbebetrieb sein. De jure blieb es Eigentum des Haushaltsvorstands, de facto konnte der Inhaber frei darüber verfügen. Mit dem aus ihrem Peculium erwirtschafteten Gewinn konnten sich Sklaven selbst freikaufen. Der römische Gelehrte Marcus Terentius Varro empfahl in seinem Werk De re rustica, das 37 v. Chr. erschien, die Vergabe eines Pekuliums als Belohnung für gute Arbeit oder als Motivation für diese.
In der Neuzeit stellt das Pekulium eine Art Arbeitsentgelt dar, das einem Strafgefangenen ausbezahlt wird. Es soll dem Gefangenen nach seiner Entlassung dabei helfen, einen normalen, nicht-kriminellen Lebenswandel aufzunehmen. Dies wird damit begründet, dass Häftlinge während der Haftstrafe nur die Freiheit, den Aufenthaltsort zu wählen, einbüßen sollen. In der schweizerischen Justizvollzugsanstalt Lenzburg etwa wurde das Pekulium 1864 eingeführt.